# Trem de Cavalaria de Lagos
O Trem de Cavalaria é um edifício histórico no centro da cidade de Lagos, na região do Algarve, em Portugal.

## Descrição e história
O edifício situa-se na Rua do Jogo da Bola, nas proximidades do Baluarte da Porta dos Quartos, nos limites do centro histórico de Lagos. Foi construído de forma anexa ao pano da muralha.
Terá sido construído em 1695, para alojar uma companhia de cavalaria, sendo nessa altura composto por uma cavalariça e por camaratas. Posteriormente o edifício perdeu as funções militares, tendo sido depois ocupado por um bar, uma carpintaria, e um clube de strip-tease. Um dos estabelecimentos, o Marimbar, ainda chegou a ser muito afamado, tendo contado com a participação de importantes figuras do panorama musical nacional, como Jorge Palma, Fernando Girão, José Mário Branco e Rão Kyao.
Em Outubro de 2015, a delegação de Lagos do Bloco de Esquerda criticou a política da Câmara Municipal em relação a vários edifícios históricos da cidade, incluindo o Trem de Cavalaria, que estavam parcialmente ao abandono. Em Agosto de 2020, o Bloco de Esquerda acusou a Câmara Municipal de ter esquecido o edifício, que considerou de grande importância como parte da história militar da cidade, tendo denunciado a falta de um plano por parte da autarquia para adquirir e valorizar o imóvel. Em Janeiro de 2021, o edifício esteve no centro de uma polémica, quando o artista brasileiro Tarso Silva começou a pintar um mural numa das paredes exteriores, mas não chegou a terminar a obra devido à oposição dos proprietários do imóvel, tendo a pintura sido apagada pelo próprio artista. Esta não foi a única pintura mural no edifício, tendo uma outra sido executada noutra parte exterior, pelos artistas do núcleo Laboratório de Actividades Criativas. Nesse período, o imóvel encontrava-se em mau estado de conservação e à venda, estando parcialmente ocupado por um estabelecimento de caridade da Igreja Evangélica, sem autorização dos proprietários. Em Dezembro de 2022, a delegação de Lagos do partido Bloco de Esquerda voltou a criticar a situação do Trem de Cavalaria, tendo-o considerado como um exemplo das más condições em que se encontrava o património no concelho.

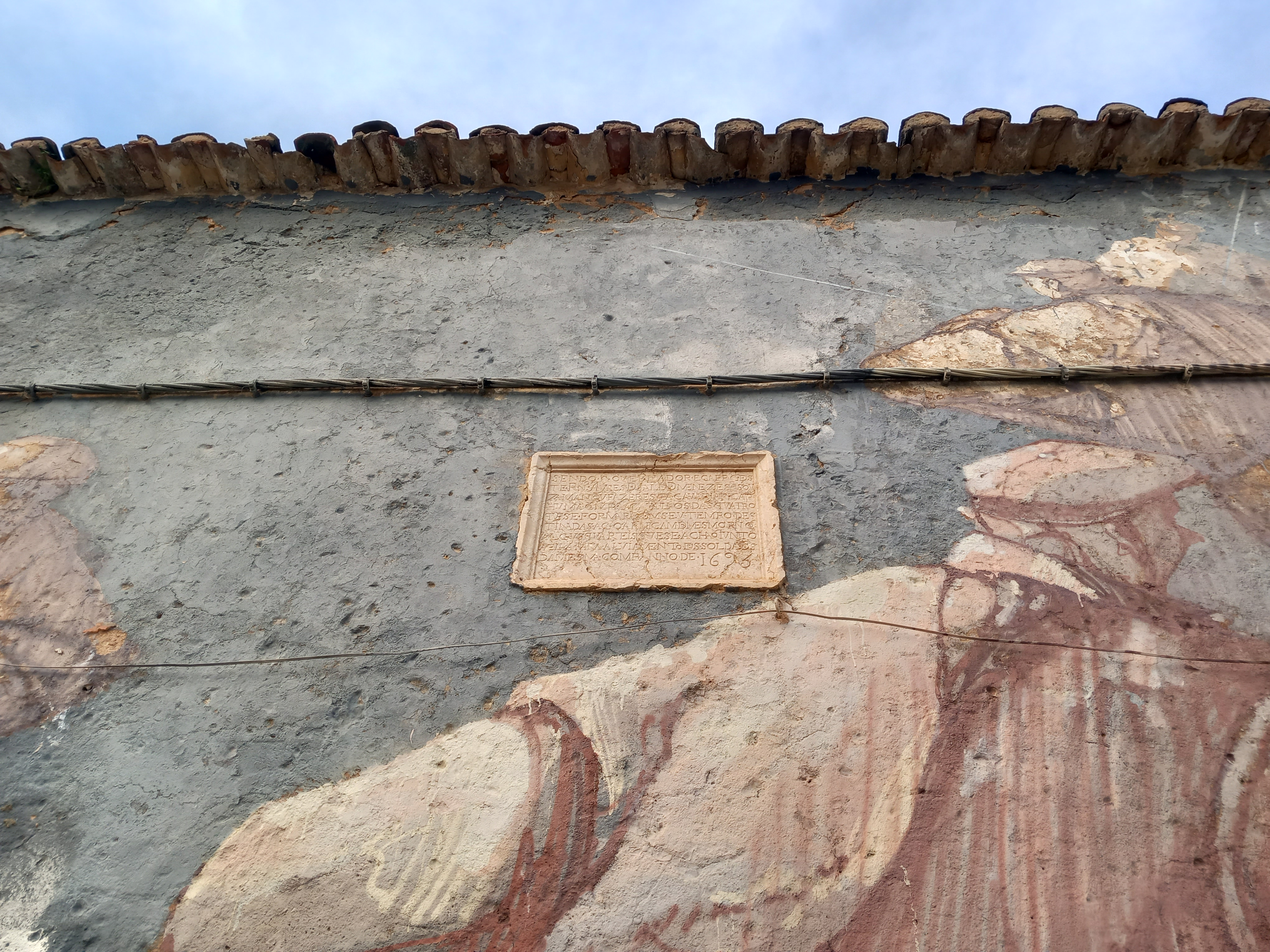
Lápide comemorativa, onde se refere que foi construído em 1695, por ordem do Governador do Algarve, Eugénio Aires Saldanha Meneses e Sousa.